# Litophyton acutifolium
Litophyton acutifolium är en korallart som beskrevs av Kükenthal 1913. Litophyton acutifolium ingår i släktet Litophyton och familjen Nephtheidae. Inga underarter finns listade i Catalogue of Life.